# Drosselklappe (Rauchrohr)
Eine Drosselklappe in einem Rauchrohr ermöglicht es, den Kamineffekt einer Feuerung zu verringern und damit ihren Wirkungsgrad zu verbessern, indem sie den inneren Querschnitt des Kaminrohrs reduziert. Sie besteht aus einem beweglichen runden Blech im Rauchrohr, das mit einem kleinen Hebel außerhalb des Rohrs gedreht werden kann. Sie darf das Abzugsrohr höchstens zu 75 % absperren.
Die Drosselklappe hilft dabei, die Geschwindigkeit des Abbrennens und den Wärmeverlust infolge der durchströmenden Luft zu verringern. Beim Anfeuern ist sie offen und wird beim Ansteigen der Ofentemperatur allmählich geschlossen. Bei Holzöfen wird die Drosselklappe in der Regel manuell betätigt, bei Ölheizungen ist sie meist das Stellglied eines automatischen Zug- oder Verbrennungsluftbegrenzers.